# Distretto di Anra
Il distretto di Anra è un distretto del Perù nella provincia di Huari (regione di Ancash) con 1.800 abitanti al censimento 2007 dei quali 416 urbani e 1.384 rurali.
È stato istituito il 24 dicembre 1982.